# Musikpreis
Unter einem Musikpreis versteht man Auszeichnungen, die im Bereich der kompositorischen und ausführenden Musik vergeben werden. Dazu gehören sowohl Preise, die von unabhängigen Jurys oder Stiftungen vergeben werden, wie auch solche, deren Träger aufgrund eines vorhergehenden Wettbewerbs (siehe Musikwettbewerb, Kompositionswettbewerb) entschieden wurden.
Zu den international bedeutenden Musikpreisen gehören:
- der Ernst von Siemens Musikpreis
- der Bremer Musikfest-Preis
- der Hindemith-Preis
- der Birgit-Nilsson-Preis
- der Polar Music Prize
- der Léonie-Sonning-Musikpreis
- der Wihuri-Sibelius-Preis
- der Musikpreis des Praemium Imperiale
- der Musikpreis des Kyoto-Preises
- der Herbert-von-Karajan-Musikpreis
- der Mauricio Kagel Musikpreis der Kunststiftung NRW (seit 2011)
- die Grammy Awards („Grammy“)
- der TONALi
- die Brit Awards
- der John Lennon Talent Award
- der Preis der deutschen Schallplattenkritik, der von unabhängigen Kritikern vergeben wird sowie
- der ECHO, der aus dem Deutschen Schallplattenpreis (1963–1992) hervorgegangen ist.

Die Kandidaten für bedeutendere Preise werden im Regelfall durch ein Nominierungsverfahren ermittelt, während Förderpreise für jüngere und Nachwuchsmusiker zumeist eine Bewerbung voraussetzen.
Bekannte bzw. relativ hoch dotierte Musikpreise sind neben den oben genannten die verschiedenen Preisverleihungen von Gebietskörperschaften (Länder, Städte) und Festivals – etwa auf dem Gebiet von Klassik- und Jazzpreisen – und von zahlreichen Sendern wie dem WDR, ORF oder SWF und dem Musiksender MTV. Bei letzterem sind insbesondere die MTV Video Music Awards und ihr europäisches Gegenstück, die MTV Europe Music Awards zu nennen.
Neben diesen bekanntesten Musikpreisen gibt es in Deutschland noch eine ganze Reihe weiterer Musikpreise. Hierzu zählt beispielsweise die Goldene Stimmgabel, der Praetorius Musikpreis Niedersachsen oder auch der Comet, der vom Musiksender VIVA verliehen wird.
Hingegen wird eine „Goldene Schallplatte“ eher nicht als „Musikpreis“ bezeichnet, sondern lediglich als Ehrung für eine bestimmte Anzahl verkaufter Tonträger gesehen. Einige Musikpreise beinhalten jedoch auch diesbezügliche Kategorien wie die „Schallplatte des Jahres“ oder die „CD des Jahres“.
Auch ein „Oscar“ für die beste Filmmusik bzw. den besten Film-Song wird weniger als Musik-, sondern eher als Filmpreis eingestuft.
Die Richtlinien für die Vergabe von Musikpreisen sind recht unterschiedlich. So gibt es sowohl Jurys, welche die Preisträger aus einer Zahl von vorher nominierten Künstlern auswählen, als auch die eigene Bewerbung, und auch Preise, bei denen die reinen Verkaufszahlen zu einer Auszeichnung führen. Bei den Preisen der Musiksender werden die Gewinner im Regelfall durch (telefonische oder Web-)Abstimmung der Zuschauer bestimmt.